# 1518 Rovaniemi
1518 Rovaniemi eller 1938 UA är en asteroid upptäckt 15 oktober 1938 av den finske astronomen Yrjö Väisälä vid Storheikkilä observatorium. Asteroiden har fått sitt namn efter staden Rovaniemi i Finland.
Den tillhör asteroidgruppen Flora.